# 안톤 판네쿡

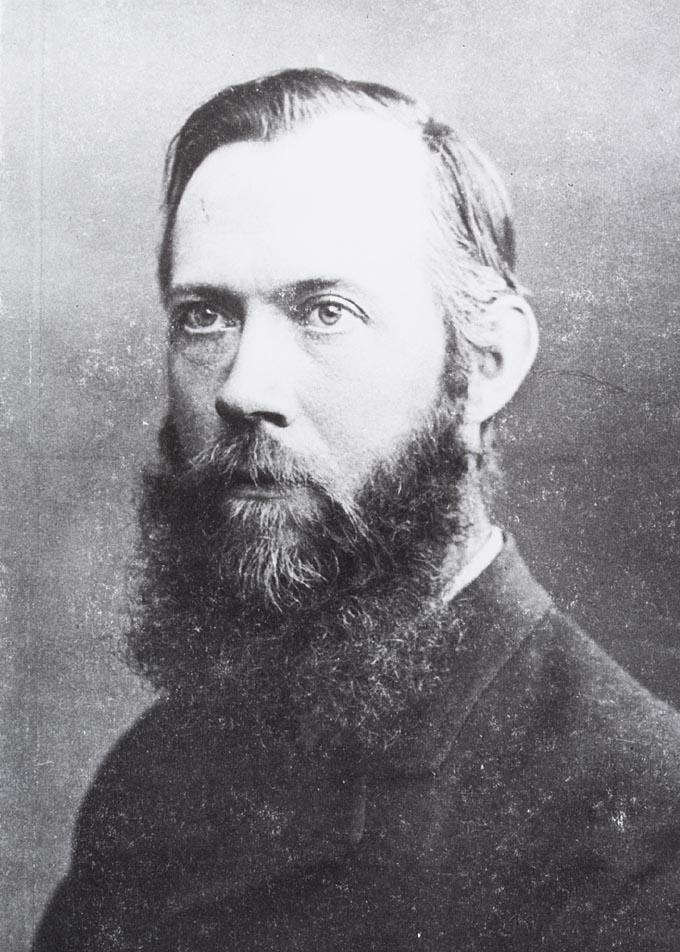
1908년의 판네쿡

안톤 판네쿡(네덜란드어: Anton Pannekoek: 1873년 1월 2일~1960년 4월 28일)는 네덜란드의 천문학자, 마르크스주의 이론가, 사회혁명가이다. 평의회 공산주의의 주요 이론가이다.

## 생애
1891년부터 레이던에서 수학과 물리학을 공부했다. 대학에 입학하기 전부터 천문학에 관심이 있었고, 폴라리스의 밝기 변화를 연구했다. 학생으로서 첫 논문 「은하수의 추가적 연구의 필요성에 관하여」를 썼다. 몇 년 뒤 학업을 마치고 레이던 천문대에서 일하면서 논문들을 썼다.
에드워드 벨라미의 『평등』을 읽고 판네쿡은 사회주의에 감화되어 카를 마르크스 이론을 공부하기 시작했다. 곧 판네쿡은 네덜란드어 및 독일어 언론에 기고하며 마르크스주의 기고가로 알려지게 되었다. 파업지지위원회 위원장을 맡았다가 천문대에서 해고 위협을 당하자 염증이 난 판네쿡은 사직하고 베를린으로 가서, 독일사회민주당의 당립학교에서 강사가 되었다. 독일에 가서도 급진적인 사상으로 인해 독일 정부 및 노동조합들과 마찰했다. 사회민주당에서 카우츠키-룩셈부르크 논쟁이 일어난 뒤 판네쿡은 룩셈부르크 등과 함께 당내 좌파에 가담했다.
휴가 차 네덜란드로 돌아가 있던 사이 제1차 세계대전이 발발하면서 독일로 돌아가지 못했고, 네덜란드에서 과학선생으로 일하기 시작했다. 레이덴 천문대에서는 그를 다시 채용하고 싶어했지만, 마르크스주의 동조자라는 이유로 정부에서 반대해 허사로 돌아갔다. 1925년 암스테르담 시참사회에서 암스테르담 대학교에 비정규 교수직을 마련해 주었고, 1932년 정교수가 되었다.

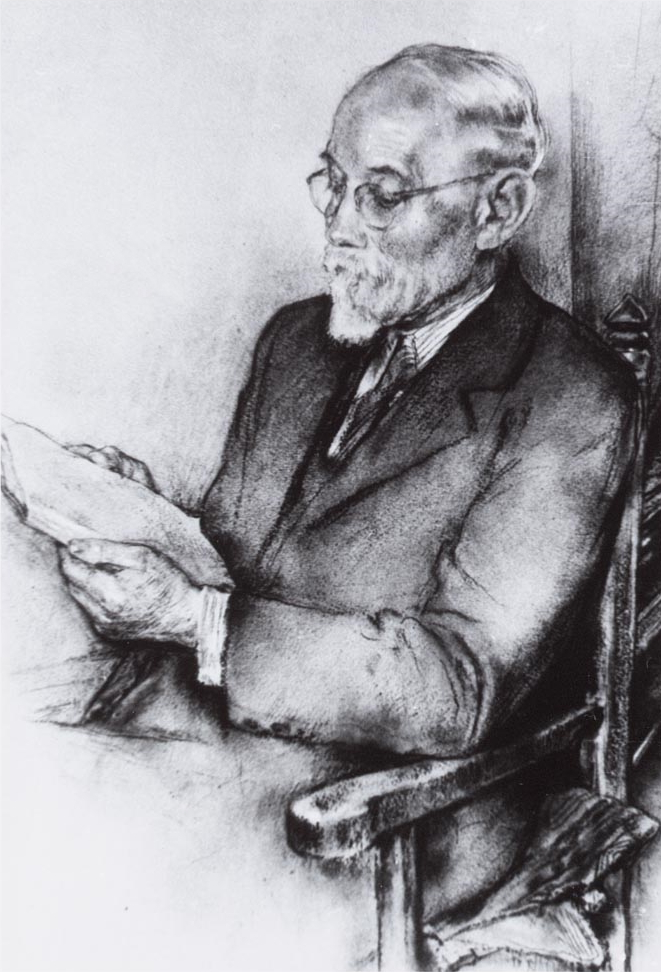
1930년대의 판네쿡.

## 천문학자로서
천문학자로서 판네쿡은 은하수의 항성 분포 및 은하수의 구조를 연구했고, 그 뒤에는 항성의 성질과 진화에 관심을 가졌다. 그래서 그는 네덜란드 천체물리학의 기반을 다진 선구자로 여겨지기도 하며, 1925년에는 왕립 네덜란드 예술과학한림원 회원이 되었다.
판네쿡은 이론천문학자였을 뿐 아니라 또한 관측천문학자로서, 일식과 항성분광을 관측하기 위해 여러 차례 해외답사를 나갔다. 1926년에는 남반구 은하수를 관측하기 위해 자와섬으로 갔다. 또한 천문학사에도 관심이 있어서 『천문학사』를 썼는데, 이 책은 천문학사에 있어 표준적인 참고 문헌으로 평가된다.
은하천문학, 천체물리학, 천문학사학에 대한 연구로 판네쿡은 국제적 명성을 얻었고, 1936년 하버드 대학교 명예학위, 1951년 왕립천문학회 금메달을 받았다. 달의 크레이터 판네쿡과 소행성 2378 판네쿡은 그의 이름을 붙인 것이다. 판네쿡이 생전에 소장을 맡았던 암스테르담 대학교내 천문학연구소는 그 이름을 "안톤 판네쿡 천문학연구소"로 삼고 있다.

## 공산주의 사상가로서
판네쿡은 마르크스주의 이론가로서도 평의회주의라는 1개 조류의 창시자이며, 네덜란드와 독일에서 급진좌파의 핵심인물이었다. 그는 네덜란드 공산당, 네덜란드 공산노동자당, 독일 공산노동자당에서 당원으로 활동했다.
이 분야에서 판네쿡은 노동자 평의회에 관한 저술로 가장 잘 알려져 있다. 그는 노동조합과 사회민주주의 정당 위주로 돌아가던 기성 노동운동의 한계를 극복할 수 있는 새로운 형태의 조직으로서 노동자 평의회를 평가했다. 자신의 이론에 1917년 러시아 혁명을 보고 얻은 교훈을 더하여, 판네쿡은 노동자 혁명 및 그에 수반하는 자본주의에서 공산주의로의 이행은 노동자들이 자주적이고 민주적으로 조직하는 노동자 평의회에 의해서 달성되어야 한다고 주장했다.
판네쿡은 무정부주의, 사회민주주의, 레닌주의에 대한 혹독한 비판자였다. 러시아 혁명 초기에 판네쿡은 헤르만 호르터, 로자 룩셈부르크 등과 함께 볼셰비키에게 비판적 지지를 보냈다. 그는 레닌주의의 권위주의적 경향에 대한 우려를 표현했으며, 러시아의 권위주의적 오류를 교정해 줄 수 있는 서방의 무산자 혁명이 일어나지 못할 경우 러시아 혁명에서의 사회주의가 맞게 될 될 운명을 두려워했다. 이후 판네쿡은 레닌을 비롯한 볼셰비키들이 권력을 잡으면서 소비에트 평의회를 무력화시키고 공산당에 권력을 집중시킨 것이 러시아 혁명 실패의 분수령이라고 분석했다. 판네쿡은 볼셰비키들의 공산당이 새로운 지배계급이 될 것이라고 보았고, 1938년 J. 하퍼(J. Harper)라는 가명으로 『철학자로서의 레닌: 레닌주의의 철학적 기초에 대한 비판적 검토』를 저술했다. 이 책은 1948년 영어로도 번역되었다.
한편 판네쿡은 동시대의 사회진화론자들을 "부르주아 다윈주의자"라고 비판했는데, 1909년에는 찰스 다윈의 『인간의 유래와 성선택』을 전거로 하여 그들을 공격한 「마르크스주의와 다윈주의」를 썼다.